# Bilan saison par saison des Warriors de Golden State

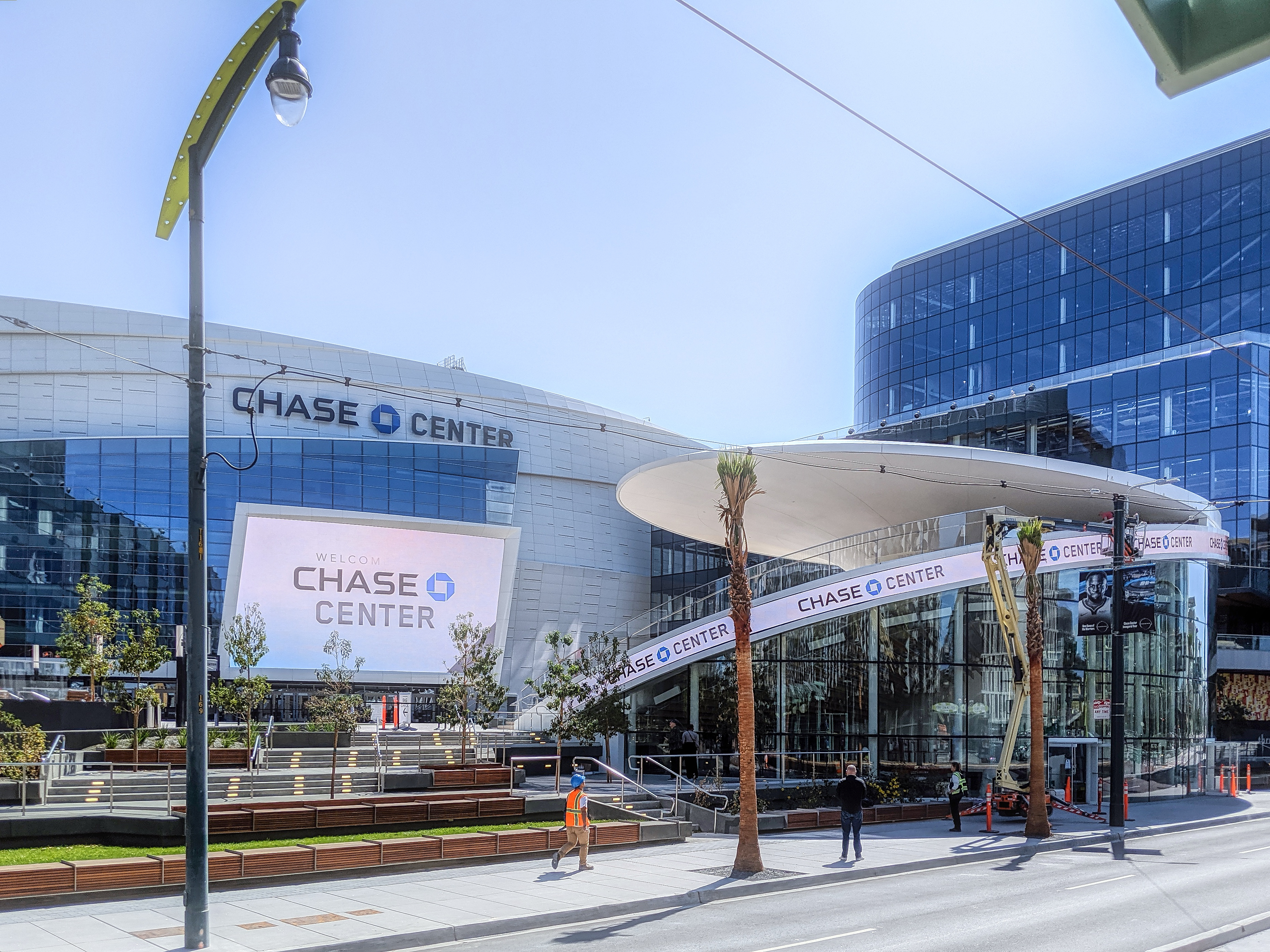
Le Chase Center est l'arène des Warriors.

Le tableau suivant est un bilan saison par saison des Warriors de Golden State avec les performances réalisées par la franchise depuis sa création en 1946.
| Saison                 | Équipe           | Conférence       | Conférence       | Division         | Division         | Saison régulière | Saison régulière | Saison régulière | Playoffs | Entraîneur principal           | Réf.         |
| Saison                 | Équipe           | Conférence       | Conférence       | Division         | Division         | V                | D                | PCT              | Playoffs | Entraîneur principal           | Réf.         |
| ---------------------- | ---------------- | ---------------- | ---------------- | ---------------- | ---------------- | ---------------- | ---------------- | ---------------- | --- | ------------------------------ | ------------ |
| Philadelphia Warriors  |                  |                  |                  |                  |                  |                  |                  |                  | |                                |              |
| 1946-47                | 1946-47          | —                | —                | Est              | 2e               | 35               | 25               | 58,3%            | Victoire au premier tour (Saint-Louis, 2-1) Victoire en demi-finale (New York, 2-0) Victoire en finale BAA (Chicago, 4-1)                                                                         | Edward Gottlieb                | [ 1 ]        |
| 1947-48                | 1947-48          | —                | —                | Est              | 1er              | 27               | 21               | 56,3%            | Victoire en demi-finale (Saint-Louis, 4-3) Défaite en finale BAA (Baltimore, 2-4) | Edward Gottlieb                | [ 2 ]        |
| 1948-49                | 1948-49          | —                | —                | Est              | 4e               | 28               | 32               | 46,7%            | Défaite en demi-finale de division (Washington, 0-2) | Edward Gottlieb                | [ 3 ]        |
| 1949-50                | 1949-50          | —                | —                | Est              | 4e               | 26               | 42               | 38,2%            | Défaite en demi-finale de division (Syracuse, 0-2) | Edward Gottlieb                | [ 4 ]        |
| 1950-51                | 1950-51          | —                | —                | Est              | 1er              | 40               | 26               | 60,6%            | Défaite en demi-finale de division (Syracuse, 0-2) | Edward Gottlieb                | [ 5 ]        |
| 1951-52                | 1951-52          | —                | —                | Est              | 4e               | 33               | 33               | 50,0%            | Défaite en demi-finale de division (Syracuse, 1-2) | Edward Gottlieb                | [ 6 ]        |
| 1952-53                | 1952-53          | —                | —                | Est              | 5e               | 12               | 57               | 17,4%            | - | Edward Gottlieb                | [ 7 ]        |
| 1953-54                | 1953-54          | —                | —                | Est              | 4e               | 29               | 43               | 40,3%            | - | Edward Gottlieb                | [ 8 ]        |
| 1954-55                | 1954-55          | —                | —                | Est              | 4e               | 33               | 39               | 45,8%            | - | Edward Gottlieb                | [ 9 ]        |
| 1955-56                | 1955-56          | —                | —                | Est              | 1er              | 45               | 27               | 62,5%            | Victoire en finale de division (Syracuse, 3-2) Victoire en finale NBA (Fort Wayne, 4-1) | George Senesky                 | [ 10 ]       |
| 1956-57                | 1956-57          | —                | —                | Est              | 3e               | 37               | 35               | 51,4%            | Défaite en demi-finale de division (Syracuse, 0-2) | George Senesky                 | [ 11 ]       |
| 1957-58                | 1957-58          | —                | —                | Est              | 3e               | 37               | 35               | 51,4%            | Victoire en demi-finale de division (Syracuse, 2-1) Défaite en finale de division (Boston, 1-4)                                                                                                   | George Senesky                 | [ 12 ]       |
| 1958-59                | 1958-59          | —                | —                | Est              | 4e               | 32               | 40               | 44,4%            | - | Al Cervi                       | [ 13 ]       |
| 1959-60                | 1959-60          | —                | —                | Est              | 2e               | 49               | 26               | 65,3%            | Victoire en demi-finale de division (Syracuse, 2-1) Défaite en finale de division (Boston, 2-4)                                                                                                   | Neil Johnston                  | [ 14 ]       |
| 1960-61                | 1960-61          | —                | —                | Est              | 2e               | 46               | 33               | 58,2%            | Défaite en demi-finale de division (Syracuse, 0-3) | Neil Johnston                  | [ 15 ]       |
| 1961-62                | 1961-62          | —                | —                | Est              | 2e               | 49               | 31               | 61,3%            | Victoire en demi-finale de division (Syracuse, 3-2) Défaite en finale de division (Boston, 3-4)                                                                                                   | Frank McGuire                  | [ 16 ]       |
| San Francisco Warriors |                  |                  |                  |                  |                  |                  |                  |                  | |                                |              |
| 1962-63                | 1962-63          | —                | —                | Ouest            | 4e               | 31               | 49               | 38,8%            | - | Bob Feerick                    | [ 17 ]       |
| 1963-64                | 1963-64          | —                | —                | Ouest            | 1er              | 48               | 32               | 60,0%            | Victoire en finale de division (Saint-Louis, 4-3) Défaite en finale NBA (Boston, 1-4) | Alex Hannum                    | [ 18 ]       |
| 1964-65                | 1964-65          | —                | —                | Ouest            | 5e               | 17               | 63               | 21,3%            | - | Alex Hannum                    | [ 19 ]       |
| 1965-66                | 1965-66          | —                | —                | Ouest            | 4e               | 35               | 45               | 43,8%            | - | Alex Hannum                    | [ 20 ]       |
| 1966-67                | 1966-67          | —                | —                | Ouest            | 1er              | 44               | 37               | 54,3%            | Victoire en demi-finale de division (L.A. Lakers, 3-0) Victoire en finale de division (Saint-Louis, 4-2) Défaite en finale NBA (Philadelphie, 2-4)                                                | Bill Sharman                   | [ 21 ]       |
| 1967-68                | 1967-68          | —                | —                | Ouest            | 3e               | 43               | 39               | 52,4%            | Victoire en demi-finale de division (Saint-Louis, 4-2) Défaite en finale de division (L.A. Lakers, 0-4)                                                                                           | Bill Sharman                   | [ 22 ]       |
| 1968-69                | 1968-69          | —                | —                | Ouest            | 3e               | 41               | 41               | 50,0%            | Défaite en demi-finale de division (L.A. Lakers, 2-4) | George Lee                     | [ 23 ]       |
| 1969-70                | 1969-70          | —                | —                | Ouest            | 6e               | 30               | 52               | 36,6%            | - | George Lee Al Attles           | [ 24 ]       |
| 1970-71                | 1970-71          | Ouest            | 4e               | Pacifique        | 2e               | 41               | 41               | 50,0%            | Défaite en demi-finale de conférence (Milwaukee, 1-4) | Al Attles                      | [ 25 ]       |
| Golden State Warriors  |                  |                  |                  |                  |                  |                  |                  |                  | |                                |              |
| 1971-72                | 1971-72          | Ouest            | 4e               | Pacifique        | 2e               | 51               | 31               | 62,2%            | Défaite en demi-finale de conférence (Milwaukee, 1-4) | Al Attles                      | [ 26 ]       |
| 1972-73                | 1972-73          | Ouest            | 4e               | Pacifique        | 2e               | 47               | 35               | 57,3%            | Victoire en demi-finale de conférence (Milwaukee, 4-2) Victoire en finale de conférence (L.A. Lakers, 1-4)                                                                                        | Al Attles                      | [ 27 ]       |
| 1973-74                | 1973-74          | Ouest            | 5e               | Pacifique        | 2e               | 44               | 38               | 53,7%            | - | Al Attles                      | [ 28 ]       |
| 1974-75                | 1974-75          | Ouest            | 1er              | Pacifique        | 1er              | 48               | 34               | 58,5%            | Victoire en demi-finale de conférence (Seattle, 4-2) Victoire en finale de conférence (Chicago, 4-3) Victoire en finale NBA (Washington, 4-0)                                                     | Al Attles                      | [ 29 ]       |
| 1975-76                | 1975-76          | Ouest            | 1er              | Pacifique        | 1er              | 59               | 23               | 72,0%            | Victoire en demi-finale de conférence (Détroit, 4-2) Défaite en finale de conférence (Phoenix, 3-4)                                                                                               | Al Attles                      | [ 30 ]       |
| 1976-77                | 1976-77          | Ouest            | 4e               | Pacifique        | 3e               | 46               | 36               | 56,1%            | Victoire au premier tour (Détroit, 2-1) Défaite en demi-finale de conférence (L.A. Lakers, 3-4)                                                                                                   | Al Attles                      | [ 31 ]       |
| 1977-78                | 1977-78          | Ouest            | 7e               | Pacifique        | 5e               | 43               | 39               | 52,4%            | - | Al Attles                      | [ 32 ]       |
| 1978-79                | 1978-79          | Ouest            | T-8e             | Pacifique        | 6e               | 38               | 44               | 46,3%            | - | Al Attles                      | [ 33 ]       |
| 1979-80                | 1979-80          | Ouest            | T-10e            | Pacifique        | 6e               | 24               | 58               | 29,3%            | - | Al Attles Johnny Bach          | [ 34 ]       |
| 1980-81                | 1980-81          | Ouest            | 7e               | Pacifique        | 4e               | 39               | 43               | 47,6%            | - | Al Attles                      | [ 35 ]       |
| 1981-82                | 1981-82          | Ouest            | 7e               | Pacifique        | 4e               | 45               | 37               | 54,9%            | - | Al Attles                      | [ 36 ]       |
| 1982-83                | 1982-83          | Ouest            | T-9e             | Pacifique        | 5e               | 30               | 52               | 36,6%            | - | Al Attles                      | [ 37 ]       |
| 1983-84                | 1983-84          | Ouest            | T-9e             | Pacifique        | 5e               | 37               | 45               | 45,1%            | - | Johnny Bach                    | [ 38 ]       |
| 1984-85                | 1984-85          | Ouest            | 12e              | Pacifique        | 6e               | 22               | 60               | 26,8%            | - | Johnny Bach                    | [ 39 ]       |
| 1985-86                | 1985-86          | Ouest            | 12e              | Pacifique        | 6e               | 30               | 52               | 36,6%            | - | Johnny Bach                    | [ 40 ]       |
| 1986-87                | 1986-87          | Ouest            | 5e               | Pacifique        | 3e               | 42               | 40               | 51,2%            | Victoire au premier tour (Utah, 3-2) Défaite en demi-finale de conférence (L.A. Lakers, 1-4) | George Karl                    | [ 41 ]       |
| 1987-88                | 1987-88          | Ouest            | 11e              | Pacifique        | 5e               | 20               | 62               | 24,4%            | - | George Karl Ed Gregory         | [ 42 ]       |
| 1988-89                | 1988-89          | Ouest            | 7e               | Pacifique        | 4e               | 43               | 39               | 52,4%            | Victoire au premier tour (Utah, 3-0) Défaite en demi-finale de conférence (Phoenix, 1-4) | Don Nelson                     | [ 43 ]       |
| 1989-90                | 1989-90          | Ouest            | 10e              | Pacifique        | 5e               | 37               | 45               | 45,1%            | - | Don Nelson                     | [ 44 ]       |
| 1990-91                | 1990-91          | Ouest            | 7e               | Pacifique        | 4e               | 44               | 38               | 53,7%            | Victoire au premier tour (San Antonio, 3-1) Défaite en demi-finale de conférence (L.A. Lakers, 1-4)                                                                                               | Don Nelson                     | [ 45 ]       |
| 1991-92                | 1991-92          | Ouest            | 3e               | Pacifique        | 2e               | 55               | 27               | 67,1%            | Défaite au premier tour (Seattle, 1-3) | Don Nelson                     | [ 46 ]       |
| 1992-93                | 1992-93          | Ouest            | 10e              | Pacifique        | 6e               | 34               | 48               | 41,5%            | - | Don Nelson                     | [ 47 ]       |
| 1993-94                | 1993-94          | Ouest            | 6e               | Pacifique        | 3e               | 50               | 32               | 61,0%            | Défaite au premier tour (Phoenix, 0-3) | Don Nelson                     | [ 48 ]       |
| 1994-95                | 1994-95          | Ouest            | 11e              | Pacifique        | 6e               | 26               | 56               | 31,7%            | - | Don Nelson Bob Lanier          | [ 49 ]       |
| 1995-96                | 1995-96          | Ouest            | 9e               | Pacifique        | 6e               | 36               | 46               | 43,9%            | - | Rick Adelman                   | [ 50 ]       |
| 1996-97                | 1996-97          | Ouest            | 10e              | Pacifique        | 7e               | 30               | 52               | 36,6%            | - | Rick Adelman                   | [ 51 ]       |
| 1997-98                | 1997-98          | Ouest            | T-11e            | Pacifique        | 6e               | 19               | 63               | 23,2%            | - | P. J. Carlesimo                | [ 52 ]       |
| 1998-99                | 1998-99          | Ouest            | 10e              | Pacifique        | 6e               | 21               | 29               | 42,0%            | - | P. J. Carlesimo                | [ 53 ]       |
| 1999-00                | 1999-00          | Ouest            | 13e              | Pacifique        | 6e               | 19               | 63               | 23,2%            | - | P. J. Carlesimo Garry St. Jean | [ 54 ]       |
| 2000-01                | 2000-01          | Ouest            | 14e              | Pacifique        | 7e               | 17               | 65               | 20,7%            | - | Dave Cowens                    | [ 55 ]       |
| 2001-02                | 2001-02          | Ouest            | 14e              | Pacifique        | 7e               | 21               | 61               | 25,6%            | - | Dave Cowens Brian Winters      | [ 56 ]       |
| 2002-03                | 2002-03          | Ouest            | 11e              | Pacifique        | 6e               | 38               | 44               | 46,3%            | - | Eric Musselman                 | [ 57 ]       |
| 2003-04                | 2003-04          | Ouest            | 12e              | Pacifique        | 5e               | 37               | 45               | 45,1%            | - | Eric Musselman                 | [ 58 ]       |
| 2004-05                | 2004-05          | Ouest            | 12e              | Pacifique        | 5e               | 34               | 48               | 41,5%            | - | Mike Montgomery                | [ 59 ]       |
| 2005-06                | 2005-06          | Ouest            | 12e              | Pacifique        | 5e               | 34               | 48               | 41,5%            | - | Mike Montgomery                | [ 60 ]       |
| 2006-07                | 2006-07          | Ouest            | 8e               | Pacifique        | 3e               | 42               | 40               | 51,2%            | Victoire au premier tour (Dallas, 4-2) Défaite en demi-finale de conférence (Utah, 1-4) | Don Nelson                     | [ 61 ]       |
| 2007-08                | 2007-08          | Ouest            | 9e               | Pacifique        | 3e               | 48               | 34               | 58,5%            | - | Don Nelson                     | [ 62 ]       |
| 2008-09                | 2008-09          | Ouest            | 10e              | Pacifique        | 3e               | 29               | 53               | 35,4%            | - | Don Nelson                     | [ 63 ]       |
| 2009-10                | 2009-10          | Ouest            | 13e              | Pacifique        | 4e               | 26               | 56               | 31,7%            | - | Don Nelson                     | [ 64 ]       |
| 2010-11                | 2010-11          | Ouest            | 12e              | Pacifique        | 3e               | 36               | 46               | 43,9%            | - | Keith Smart                    | [ 65 ]       |
| 2011-12                | 2011-12          | Ouest            | 13e              | Pacifique        | 4e               | 23               | 43               | 34,8%            | - | Mark Jackson                   | [ 66 ]       |
| 2012-13                | 2012-13          | Ouest            | 6e               | Pacifique        | 2e               | 47               | 35               | 57,3%            | Victoire au premier tour (Denver, 4-2) Défaite en demi-finale de conférence (San Antonio, 2-4) | Mark Jackson                   | [ 67 ]       |
| 2013-14                | 2013-14          | Ouest            | 6e               | Pacifique        | 2e               | 51               | 31               | 62,2%            | Défaite au premier tour (L.A. Clippers, 3-4) | Mark Jackson                   | [ 68 ]       |
| 2014-15                | 2014-15          | Ouest            | 1er              | Pacifique        | 1er              | 67               | 15               | 81,7%            | Victoire au premier tour (La Nouvelle-Orléans, 4-0) Victoire en demi-finale de conférence (Memphis, 4-2) Victoire en finale de conférence (Houston, 4-1) Victoire en finale NBA (Cleveland, 4-2)  | Steve Kerr                     | [ 69 ]       |
| 2015-16                | 2015-16          | Ouest            | 1er              | Pacifique        | 1er              | 73               | 9                | 89,0%            | Victoire au premier tour (Houston, 4-1) Victoire en demi-finale de conférence (Portland, 4-1) Victoire en finale de conférence (Oklahoma City, 4-3) Défaite en finale NBA (Cleveland, 3-4)        | Steve Kerr                     | [ 70 ]       |
| 2016-17                | 2016-17          | Ouest            | 1er              | Pacifique        | 1er              | 67               | 15               | 81,7%            | Victoire au premier tour (Memphis, 4-0) Victoire en demi-finale de conférence (Utah, 4-0) Victoire en finale de conférence (San Antonio, 4-0) Victoire en finale NBA (Cleveland, 4-1)             | Steve Kerr                     | [ 71 ]       |
| 2017-18                | 2017-18          | Ouest            | 2e               | Pacifique        | 1er              | 58               | 24               | 70,7%            | Victoire au premier tour (Portland, 4-1) Victoire en demi-finale de conférence (La Nouvelle-Orléans, 4-1) Victoire en finale de conférence (Houston, 4-3) Victoire en finale NBA (Cleveland, 4-0) | Steve Kerr                     | [ 72 ]       |
| 2018-19                | 2018-19          | Ouest            | 1er              | Pacifique        | 1er              | 57               | 25               | 69,5%            | Victoire au premier tour (L.A. Clippers, 4-2) Victoire en demi-finale de conférence (Houston, 4-2) Victoire en finale de conférence (Portland, 4-0) Défaite en finale NBA (Toronto, 2-4)          | Steve Kerr                     | [ 73 ]       |
| 2019-20                | 2019-20          | Ouest            | 15e              | Pacifique        | 5e               | 15               | 50               | 23,1%            | - | Steve Kerr                     | [ 74 ]       |
| 2020-21                | 2020-21          | Ouest            | 8e               | Pacifique        | 4e               | 39               | 33               | 54,2%            | - | Steve Kerr                     | [ 75 ]       |
| 2021-22                | 2021-22          | Ouest            | 3e               | Pacifique        | 2e               | 53               | 29               | 64,6%            | Victoire au premier tour (Denver, 4-1) Victoire en demi-finale de conférence (Memphis, 4-2) Victoire en finale de conférence (Dallas, 4-1) Victoire en finale NBA (Boston, 4-2)                   | Steve Kerr                     | [ 76 ]       |
| 2022-23                | 2022-23          | Ouest            | 6e               | Pacifique        | 4e               | 44               | 38               | 53,7%            | Victoire au premier tour (Sacramento, 4-3) Défaite en demi-finale de conférence (L.A. Lakers, 2-4)                                                                                                | Steve Kerr                     | [ 77 ]       |
| 2023-24                | 2023-24          | Ouest            | 10e              | Pacifique        | 3e               | 48               | 34               | 58,5%            | - | Steve Kerr                     | [ 78 ]       |
| 2024-25                | 2024-25          | Ouest            | 9e               | Pacifique        | 5e               | 46               | 36               | 56,1%            | Victoire au premier tour (Houston, 4-3) Défaite en demi-finale de conférence (Minnesota, 1-4) | Steve Kerr                     | [ 79 ]       |
| Saison régulière       | Saison régulière | Saison régulière | Saison régulière | Saison régulière | Saison régulière | 3 017            | 3 168            | 48,8%            | |                                |              |
| Playoffs               | Playoffs         | Playoffs         | Playoffs         | Playoffs         | Playoffs         | 217              | 179              | 54,8%            | 7 titres NBA | 7 titres NBA                   | 7 titres NBA |